# Руднев, Сергей Иванович
Сергей Иванович Руднев — генерал-майор Русской императорской армии, командир Самурского полка. Военачальник Вооружённых сил на Юге России.

## Биография
Православный. Образование получал во Владикавказском реальном училище, но курса обучения не окончил. На военную службу поступил 07 декабря 1891 года. По первому разряду окончил Тифлисское пехотное юнкерское училище. В офицеры произведен в 83-й пехотный Самурский полк. Подпоручик со старшинством от 1 сентября 1895 года, поручик — от 1 сентября 1899 года, штабс-капитан — от 1 сентября 1903 года, капитан от 1 сентября 1907 года.
Участник Великой войны. В январе 1915 года «за отличия в делах…» произведён в подполковники. Произведён в полковники (со старшинством с 15 марта 1914 года) и с 3 мая 1916 года назначен командиром 83-го Самурского полка. Генерал-майор.
В начале 1918 года в Ставрополе был мобилизован большевиками в создаваемую Красную армию. Затем в Добровольческой армии и во ВСЮР. С 24 ноября 1918 года в резерве чинов при штабе Главнокомандующего ВСЮР. С января 1919 года командир терского офицерского полка. С 23 мая 1919 года — начальник Терской отдельной бригады. С 24 июля 1919 года — начальник 8-й пехотной дивизии. На 1 октября 1919 года — командир Петровского отряда в Войсках Северного Кавказа, впоследствии — командующий Петровским укреплённым районом Дагестана.
В начале 1920 года начальник интендантства в войсках Азербайджана. Казнён большевиками в Баку после установления советской власти.

## Семья
- Отец — Иван Григорьевич Руднев (1820—1888) — вице-адмирал, градоначальник Севастополя.
- Дочь — Нина Сергеевна Руднева (1905, Дишлагар, Дагестан—?), с 1930 года замужем за зоологом В. Г. Гептнером, до замужества работала машинисткой в различных учреждениях Ашхабада[2].